# Priyome
Priyome, también transliterado como priem o prijom  (del ruso приём), es un nombre ruso que se usa para designar algún tipo de maniobra o técnica típica en el ajedrez. Por ejemplo, una técnica defensiva típica en las finales de las torres es usar el rey para atacar los peones del oponente.

## Significado
En ruso, приём es un sustantivo común con diversos significados, entre ellos "recepción", "aceptación" y "truco", y se utiliza en contextos tan diversos como la música, la literatura, la informática y las artes marciales. Se trata de un término muy utilizado en la literatura ajedrecística rusa para referirse a las maniobras típicas utilizadas en posiciones con ciertas estructuras de peones u otras características definitorias.

## Posibles traducciones
Debido a que la palabra no tiene un equivalente exacto en inglés —con "dispositivo", "técnica" o "método" como las traducciones más cercanas— ha aparecido sin traducir en este idioma, aunque este uso no está todavía muy extendido.  Para el castellano se ha propuesto la traducción con el término patrón.